# Gesetz gegen Wettbewerbsbeschränkungen
Gesetz gegen Wettbewerbsbeschränkungen (w skrócie GWB) – niemiecka ustawa kartelowa, która weszła w życie 1 stycznia 1958, zastępując aliancką regulację dotyczącą dekartelizacji.